# Саполга (село)
Саполга — село в Малосердобинском районе Пензенской области России. Входит в состав Малосердобинского сельсовета.

## География
Село находится в южной части Пензенской области, в пределах южной части Приволжской возвышенности, в лесостепной зоне, на берегах реки Саполги, при автодороге 58К-181, на расстоянии примерно 7 километров (по прямой) к востоку от села Малая Сердоба, административного центра района. Абсолютная высота — 222 метра над уровнем моря.

### Климат
Климат характеризуется как умеренно континентальный, с относительно жарким летом и холодной продолжительной зимой. Средняя температура воздуха самого холодного месяца (января) составляет −13 °C; самого тёплого месяца (июля) — 20 °C. Продолжительность безморозного периода равна 140—150 дней. Годовое количество атмосферных осадков — 497 мм, из которых большая часть выпадает в тёплый период. Снежный покров держится в течение 130—140 дней.

### Часовой пояс
Село Саполга, как и вся Пензенская область, находится в часовой зоне МСК (московское время). Смещение применяемого времени относительно UTC составляет +3:00.

## Население
| 1795  | 1835  | 1859  | 1884  | 1897  | 1902  | 1914  |
| ----- | ----- | ----- | ----- | ----- | ----- | ----- |
| 632   | ↗1116 | ↗1244 | ↗1628 | ↗1756 | ↗1757 | ↗2052 |
| 1921  | 1925  | 1928  | 1935  | 1939  | 1959  | 1970  |
| ↗2224 | ↗2347 | ↘2265 | ↘1076 | ↘792  | ↗1026 | ↘893  |
| 1979  | 1989  | 2002  | 2010  | 2021  |       |       |
| ↘824  | ↘647  | ↘553  | ↘498  | ↘330  |       |       |

### Национальный состав
Согласно результатам переписи 2002 года, в национальной структуре населения русские составляли 98 % из 553 чел.